# Janvier 1910

## Événements

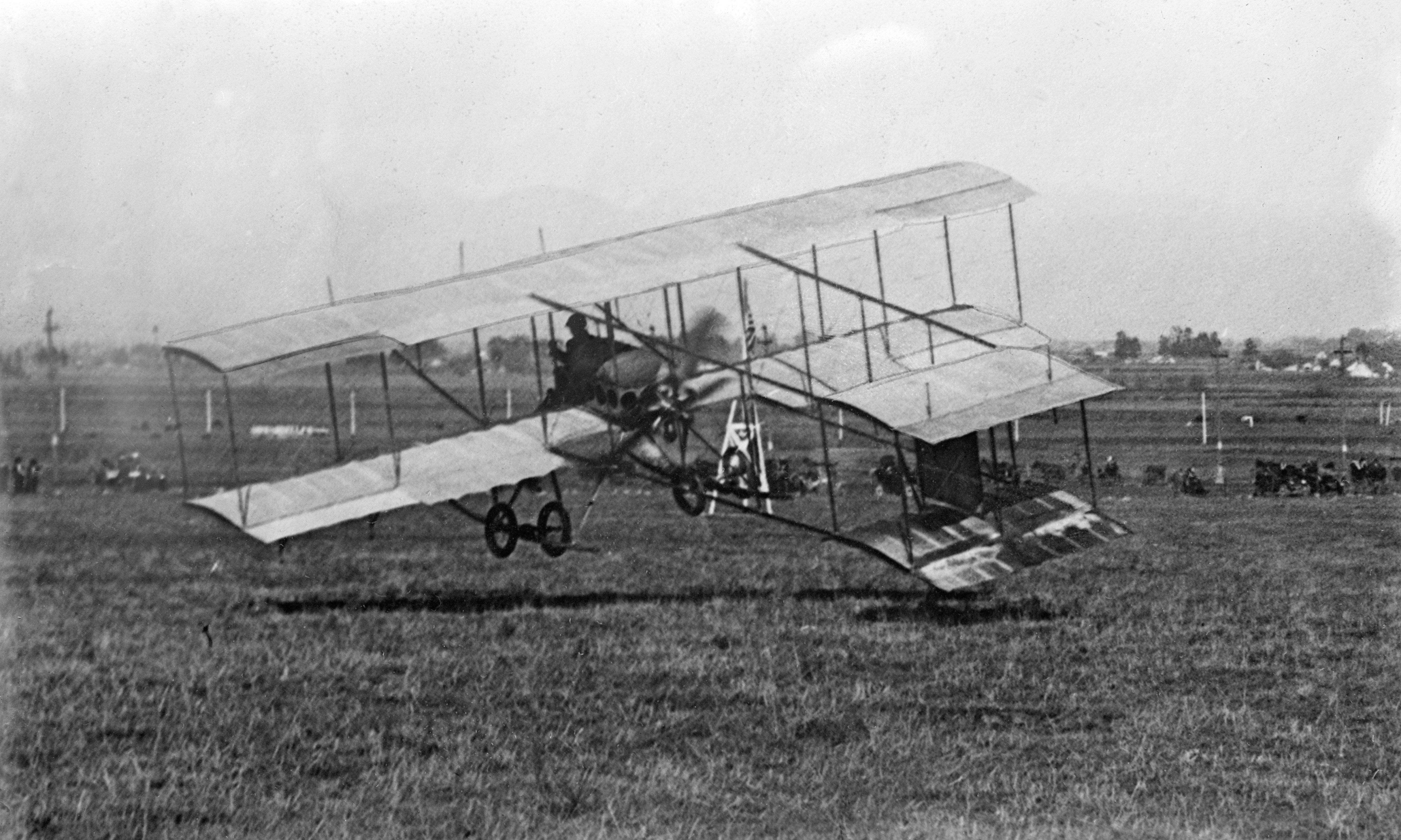
10 -20 janvier : Louis Paulhan sur un Farman III au meeting aérien de Los Angeles

- Chine : les conseils provinciaux envoient une délégation à Pékin pour réclamer la convocation d’une assemblée constituante. Un sénat consultatif, nommé en partie par les conseils provinciaux, en partie par le régent est institué. Cette assemblée demande la convocation d’une véritable chambre élue et un régime constitutionnel.
- Premier vol en avion effectué en Amérique du Sud. H. Bregi réalise cette première à Buenos Aires sur un « Voisin ».

- 1er janvier :
  - instauration du Brevet de pilote en France. Seize de ces brevets ont déjà été attribué à titre honorifique à seize pionniers le 7 octobre 1909;
  - création d'A.V.Roe and Company à Manchester, une des premières entreprises au monde spécialisées dans la construction aéronautique.

- 4 janvier : le pionnier français Léon Delagrange (Brevet de pilote no 3) se tue sur l'aérodrome de Croix d'Hins près de Bordeaux sur un Blériot.

- 7 janvier : Hubert Latham atteint les 1 000 mètres d'altitude en avion, à Mourmelon.

- 8 janvier :
  - traité de Punakha[1] entre le Bhoutan et le Royaume-Uni, qui accorde au pays, monarchie depuis 1907, une autonomie interne en contrepartie du contrôle des relations extérieures et de la défense, rôle repris par l’Inde indépendante en 1949;
  - premier vol de l'avion français « Sommer ».

- 10 janvier, Canada : naissance du journal Le Devoir, fondé par Henri Bourassa, avec la devise « Fais ce que dois ! ».

- 10 au 20 janvier : premier meeting aérien de Los Angeles (États-Unis). Le pilote français Louis Paulhan (brevet de pilote no 10) est l'invité vedette de ce meeting. Ce dernier améliore d'ailleurs le 12 janvier le record d'altitude : 1 209 mètres.

- 15 janvier : création de l’Afrique-Équatoriale française regroupant le Tchad, l’Oubangui-Chari, le Moyen-Congo et le Gabon.

- 17 janvier : Károly Khuen-Héderváry devient Premier ministre de Hongrie. Retour au pouvoir des libéraux à Budapest (Parti national du travail de Tisza).

- 20 et 21 janvier, France : crue du Doubs et crue à Besançon.

- 28 janvier : inondation à Paris provoquée par la crue de la Seine : le zouave du Pont de l'Alma est recouvert d'eau jusqu'à la bouche. Dans L'Action française, Maurras et l'extrême-droite accusent les juifs d'en être à l'origine…

- 30 janvier : le libéral Herbert Henry Asquith devient Premier ministre du Royaume-Uni.
  - Crise constitutionnelle opposant le gouvernement libéral d’Asquith et la chambre des pairs et aboutissant à la réduction des pouvoirs de la Haute Assemblée au terme de deux élections anticipées (janvier et décembre). Élection d’une quarantaine de députés travaillistes.

## Naissances
- 1er janvier : Alois Grillmeier, théologien et cardinal allemand († 13 septembre 1998).
- 9 janvier : Henriette Puig-Roget, compositrice, pianiste et organiste française († 24 novembre 1992).
- 12 janvier :
  - Géry Leuliet, évêque catholique français, évêque émérite d'Amiens († 1er janvier 2015).
  - José Salazar López, cardinal mexicain, archevêque de Guadalajara († 9 juillet 1991).
- 16 janvier : Mario Tobino, poète, écrivain et psychiatre italien. († 11 décembre 1991).
- 22 janvier : 
  - Mercy Hunter, artiste, calligraphe et enseignante nord-irlandaise († 20 juillet 1989).
  - François-Xavier van der Straten-Waillet, homme politique et diplomate belge († 5 février 1998).
- 23 janvier : Django Reinhardt, guitariste de jazz († 16 mai 1953).
- 26 janvier :
  - Jean Image, réalisateur de films d'animation († 21 octobre 1989).
  - Claude Darget, journaliste et présentateur de télévision français († 26 mars 1992).
- 28 janvier : John Banner, acteur américain né à Vienne (Sergent Hans Schultz dans la série Papa Schultz) († à Vienne le 28 janvier 1973).

## Décès
- 4 janvier : Léon Delagrange (Brevet de pilote no 3) se tue sur l'aérodrome de Croix d'Hins près de Bordeaux sur un Blériot.
- 5 janvier : Léon Walras, économiste français (° 1834).
- 17 janvier [2]: Joaquim Nabuco, juriste et homme politique brésilien, qui lutta pour l’abolition de l’esclavage (° 1849).
- 29 janvier : Édouard Rod, écrivain suisse.